# Giacomo Tofano
Pour les articles homonymes, voir Tofano.
Giacomo Tofano (Paupisi, 1799 - Naples, 20 novembre 1870) est un homme politique et un avocat italien.

## Biographie
Il a été député du royaume d'Italie durant les VIIIe, IXe et Xe législatures. Il a présenté un projet de loi en 1862.
Son neveu, Giuseppe Verli, fut maire de la commune d'Airola, près de Bénévent, de 1859 à 1878.